# دينيس أوبراين
دينيس أوبراين (بالإنجليزية: Denis O'Brien)‏ هو محامي وقاضي أمريكي، ولد في 13 مارس 1837 في أوغدينسبورغ في الولايات المتحدة، وتوفي في 18 مايو 1909 في واتيرتاون في الولايات المتحدة.